# 70e régiment de fusiliers motorisés de la Garde
Pour les articles homonymes, voir 70e régiment.
Le 70e régiment de fusiliers motorisés de la Garde  (unité militaire n° 71718) est un régiment des forces terrestres russes.
La formation fait partie du 42e division de fusiliers motorisés de la Garde du Caucase du Nord, depuis 2010 le district militaire sud. Sa garnison permanente est située est la ville de Chali, en république tchétchène.

## Histoire
Le 70e régiment de fusiliers motorisés est déployé sur le front sud de l'Ukraine lors de l'invasion russe de l'Ukraine. Selon l'ISW au 24 février 2024, le régiment opère dans le centre-ville de Robotyne ; l'objectif pour la 58e armée russe est de réduire les gains de la contre-offensive ukrainienne de 2023 ; en attaquant la ville, « elle espère retrouver sa zone tampon devant Tokmak ».